# Réaction d'Agostini
La réaction d'Agostini est un test permettant de relever la présence de glucose dans une solution. Elle est utilisée comme examen simplifié pour détecter la présence de glucose dans l'urine humaine.
La méthode consiste à préparer une solution de chlorure de sodium et d'oxyde de potassium, en ajoutant l'urine à étudier. S'il y a du glucose, la solution vire au rouge.